# Нобис, Иоганн
Иоганн Нобис (нем. Johann Nobis; 16 апреля 1899, Санкт-Георген около Зальцбурга — 6 января 1940, Плётцензее, Берлин) — австриец, отказавшийся от военной службы в нацистской армии.

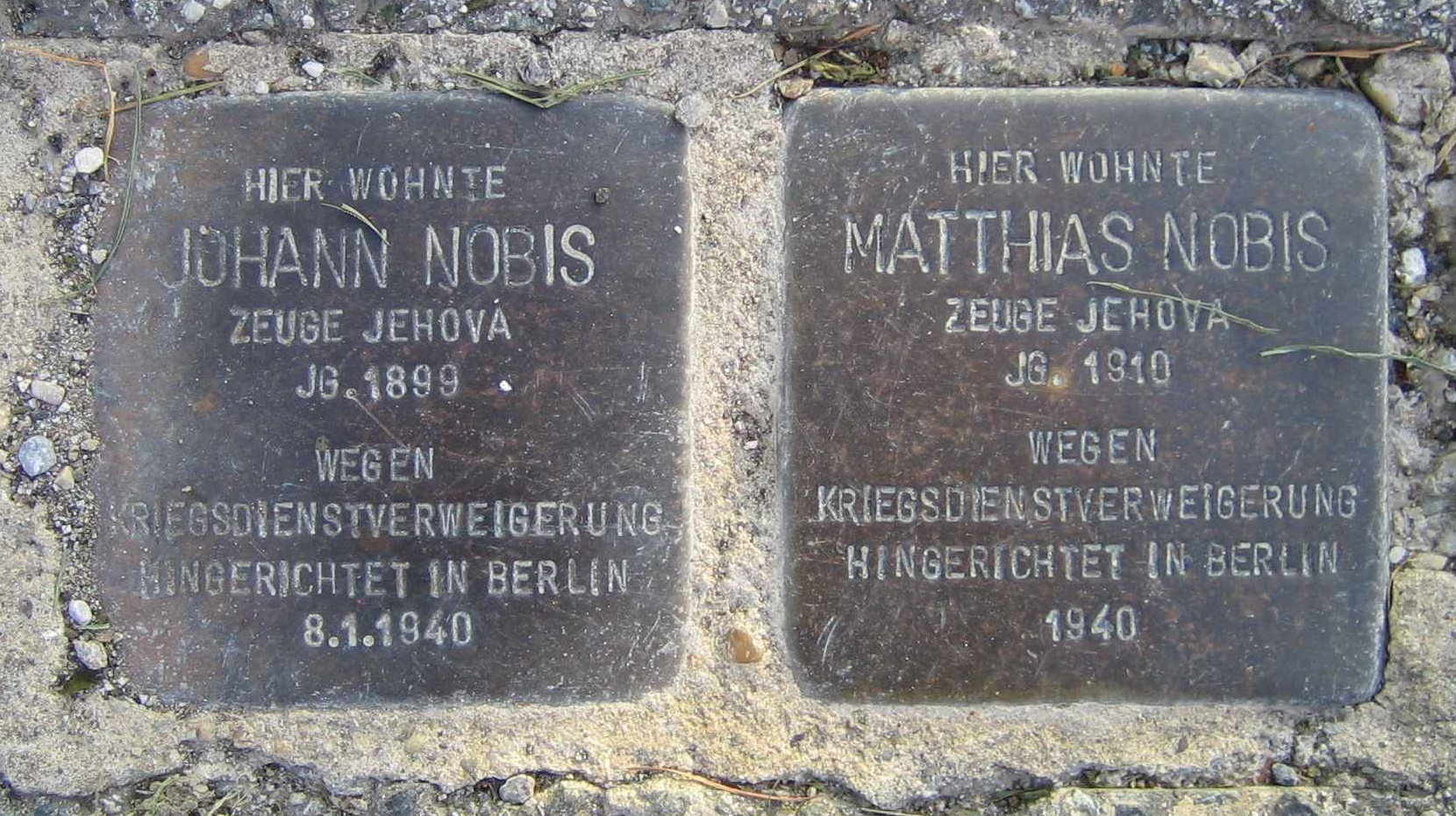
Мемориальные камни: Иоганн Нобис и Маттиас Нобис

## Жизнь
Иоганн Нобис родился в семье крестьянина в Хольцхаузен, в Санкт-Георген.
Будучи свидетелем Иеговы, отказал в клятве Адольфу Гитлеру, был арестован и приговорён к смерти 23 ноября 1939 имперским военным судом.
20 декабря 1939 года был помещён в штрафную тюрьму Плётцензее Берлина, где был казнён 6 января 1940 вместе с ещё пятью свидетелями Иеговы из Зальцбурга.
Прощальное письмо его матери было передано Гертрудом Файхтингер-Нобис в DÖW.